# ثنائي الوحدات

السكروز, أو سكر المائدة العادي، يتكون من جلوكوز وفركتوز.

Dimers of حمض كربوكسيليs.

في الكيمياء، ثنائي الوحدات أو الديمر هو جزيء يتكون من وحدتين متشابهين أو موحودين مرتبطين معا. وهو حالة خاصة من المبلمر. ومن بين أشهر الديمرات السكر، السكروز، والسكروز عبارة عن ديمر يتكون من جزيء جلوكوز وجزيء فركتوز.
المثنوي في الفيزياء هو مصطلح مخصص في حالة أن التجاذب البين جزيئي يعمل على تقريب جزيئين لمسافة أقرب من باقي الجزيئات. ولا توجد رابطة كيميائية بين المثنوي الفيزيائي.
وفي الأحياء، فإن الديمر هو بروتين معقد تم إنتاجه من وحدتين أصغر. وفي حالة أنه مثنوي متشابه فإن هذه الوحدات تكون متماثلة، أما ثنائي الوحدات غير المتجانس فإن الوحدات تكون مختلفة (على الرغم من أنهم قد تكون متقاربة لبعض في البناء). ولا يشترط أن ترتبط هذه الوحدات تساهميا، وغالبا قد لا تكون مرتبطة.